# Ouédogo-Bokin
Pour les articles homonymes, voir Ouédogo.
Ouédogo-Bokin est une commune située dans le département de Gounghin de la province de Kouritenga dans la région Centre-Est au Burkina Faso.